# William Howard Taft
William Howard Taft, ameriški politik, pravnik in pedagog, * 15. september 1857, Cincinnati, Ohio, † 8. marec 1930, Washington, D.C.
Taft je bil 27. predsednik ZDA (1909-13), 10. vrhovni sodnik ZDA, guverner Filipinov, Kube, vojni sekretar ZDA, ...